# Jaroslav Turek
Jaroslav Turek (16. února 1925, Ronov nad Doubravou – 2005, Kouřim) byl akademický malíř – krajinář, výtvarník, profesor odborného kreslení, estetik, ilustrátor a nositel ceny ministra životního prostředí za rok 2004.

## Život
Přednášel na VŠZ v Českých Budějovicích, později vyučoval kresbu na grafické průmyslovce v Hellichově ulici v Praze.

## Zaměření
Pocházel z oblasti Železných hor, která výrazným způsobem ovlivnila zaměření jeho tvorby. Zaujala ho stará lípa nedaleko Ronova, díky níž si začal všímat starých a památných stromů, vyhledávat je a kreslit:
| „                | … Zavinila to lípa v mém rodišti. Někdy po roce 1950, už nevím přesně, jsem kreslil torzo asi 450 let staré lípy u románského kostelíka sv. Kříže nedaleko Ronova nad Doubravou, v místech, kde bývala osada Protivany zaniklá v třicetileté válce. Zůstal z ní jen kamenný kostelík a živý svědek - lípa. Při pozorování se mi vnucovaly představy, jak to tu tehdy vypadalo, a chvílemi jsem měl pocit, že lípa vypravuje… | “ |
| — Jaroslav Turek | |   |

## Dílo
Originály kreseb památných stromů, kterých autor zachytil mnoho desítek, mají formát A2 a každá autorovi zabrala zhruba 2-3 hodiny práce v terénu. Některé z nich ilustrují knihy Marie Hruškové, řada se jich objevila i v televizním pořadu Paměť stromů, především pak ty, které již neexistují (tj. asi třetina autorova díla).

### Seznam zachycených stromů
(seznam pravděpodobně není kompletní)
| - Albrechtický dub [9,90 m] † - Borovice v Makové - Borovička na Buchlově - Buk a dub Ulriky von Levetzow v Třebívlicích - Buk v Brníčku (Cikánský buk) [4,20 m] † - Buk v Mšeckých Žehrovicích - Buk v oboře Hukvaldy - Buk v Pěčíně - Buk ve Lhotách u Potštejna (Horákův buk) /2x/ † - Buk ve Hvězdě - kořeny - Buky ve Hvězdě - Bratrská borovice v Jedlině † - Bratrská lípa v Kunvaldu - Bzenecká lípa - Čapkova jabloň ve Strži - Čechův dub v Obříství † - Čertův dub u Třeboně (Krčínův dub) - Drašarova lípa - Dub a lípa - Chobot - Dub Emmy Destinnové - Dub Hraničář Jaroslava Vrchlického - Dub Karla IV. v Kolodějích - Dub Karla IV ve Vráži (dub u Vonoklas) - Dub královny Johanky † - Dub Krásný Dvůr [27. 10. 1979] - Dub Na Haldách u Kutné Hory [4 m, v 16 m] - Dub na hrázi Rožmberka - Dub na Svaté Hoře (Svatohorský dub) - Dub u kouřimeckého přívozu - Dub u starého zámku - Žehušice - Dub u Umučeného - Doksany - Dub v Ahníkově - Dub v Čimickém háji [18. 1. 1969] - Dub v Kladrubech - Dub v Popovicích u Nechanic - Dub v Náměšti nad Oslavou - Dub v Úporu - Dub Václava III v Grygově - Dub za Starou Hlínou (První bratr) † - Duby u Starého Vdovce (Tři bratři) - Dvořákův dub u Rusalčina jezírka † - Fibichova lípa ve Všebořicích - Goethův dub v Krásném Dvoře † - Havlíčkův dub - Hatínský javor (Klen Marie Terezie) † - Holubova lípa ve Vlásenici - Hrad Buchlov - Hrušeň - Maleč | - Hrušeň pod Helfštýnem - Husitská lípa u Třebovle [4,25 m] † - Husova lípa v Chlístově - Husova lípa v Úklidu /2x/ † - Jemčinský dub (původní největší) † - Jemčinský Veledub - Jemčinská lípa † - Jilm vaz Raisův pohov, Borek u Miletína - Jiráskova lípa v Dobřanech - Kaplířova lípa v Neustupově - Korandův smrk - Příběnice - Körnerův dub v Dalovicích - Královna v Chrásti u Chrudimi - Královská lípa v Klokočově (Karlova lípa) /2x/ - Laudonův dub u Guntramovic - Libáňská borovice [3,10 m] - Libáňský habr - Libotenická borovice - Lidická hrušeň - Lípa Jiřího z Poděbrad v Uhrově - Lípa Klášter u Nové Bytřice - Lípa nad Lešišovem - Lípa neviny na Buchlově - Lípa přátelství - Hrčava - Lípa - Radobytce [4,70 m] - Lípa - Roztěž - Lípa Svatopluka Čecha - Klobuky - Lípa u svaté Anny (Pohled) - Lípa v Pohledu - Lípa v Březí - Lípa v Horní Moravici (Hadí královna) - Lípa v Hrádku - Lípa v Hředlích [2. 3. 1975] - Lípa v Chabech - Lípa v Kamenici nad Lipou - Lípa v Libomyšli - Lípa v Lipce - Lípa v Mokově u Bíliny † - Lípa v Otíně na Tachovsku [6,45] † - Lípa v Tupadlech u Klatov [3,90] - Lípa ve Francově Lhotě - Lípa ve Hrubém Rohozci - Lípy Jaroměřické kalvarie - Lípy u Velkých Karlovic - Lukasova zpívající lípa v Telecí - Obora Jabkenice - Oldřichův dub v Peruci - Panuškův dub v Kochanově | - Pernštejnský tis - Platan na Karlově náměstí v Praze - Popovská lípa - Popravčí dub ve Velkých Losinách - Praskoleská lípa - Prchalův modřín - Radimova lípa u Mariánského Týnce - Seifertův buk - Slavíčkův dub v Kraskově - Smrk - Slavice [3. 8. 1978] - Staleté duby na Pohansku - Stroupečský dub - Sudslavická lípa /2x/ - Svatováclavský dub ve Stochově - Svídnická borovice - Šrůtkova lípa [6,75 m] - Štikovská lípa [6. 4. 1969] - Tis v Jamném † - Tis v Krompachu - Tis v Podťatém - Tis ve Vilémovicích - Tisíciletá lípa v Kotli - Tisíciletá lípa ve Staré Lysé - Třeboňská borovice - Třísovská lípa [16. 5. 1969] - Turecká líska na Strahově - Vejdova lípa (Pastvinská lípa) - Velký a Malý mnich na Malém Blaníku - Velký javor ve Věstoňovicích - Vitochovská borovice - Vladislavova lípa v Druhanicích † - Výprachtická lípa - Zlatá lípa v Guntramovicích - Žeberská lípa - Želivského lípa v Jiřicích - Žižkova lípa na Ostaši (Husitská lípa) - Žižkova lípa u Krčína - Žižkův buk na Dobré Vodě [21. 3. 1972] - Žižkův buk u Libáně † - Žižkův dub na Konopišti [9 m] † - Žižkův dub u Lichnice /3x/ - Žižkův dub u Loman - Žižkův dub u Hrutova - Žižkův dub u Chotěboře - Žižkův dub u Skal - Žižkův dub v Borohrádku † - Žižkův dub v Myšlíně - Žižkův dub v Želivi |

- † - strom uschnul, padnul, nebo zcela zanikl
- [] - údaje uvedené autorem na kresbě